# Ville-au-Val
Ville-au-Val är en kommun i departementet Meurthe-et-Moselle i regionen Grand Est (tidigare regionen Lorraine) i nordöstra Frankrike. Kommunen ligger i kantonen Pont-à-Mousson som tillhör arrondissementet Nancy. År 2022 hade Ville-au-Val 183 invånare.

## Befolkningsutveckling
Antalet invånare i kommunen Ville-au-Val
| Referens: INSEE |